# World in My Eyes
World in My Eyes / Happiest Girl / Sea of Sin (en español, el nombre de la primera, [el] Mundo en mis ojos) es el vigésimo sexto disco sencillo del grupo inglés de música electrónica Depeche Mode, el cuarto extraído de su álbum Violator, publicado el 16 de octubre de 1990 en el Reino Unido.
World in My Eyes es un tema compuesto por Martin Gore que, a diferencia de los otros sencillos y el resto de temas del disco Violator, es un tema esencialmente bailable. World in My Eyes fue el tema que cerró la promoción del álbum Violator.
La carátula de "World in My Eyes" tiene la silueta de alguien haciendo con las manos una forma similar a la de unas gafas. En la edición limitada de 12 pulgadas hay cuadros de los cuatro miembros del grupo.

## Descripción
Conocido por ser un grupo particularmente de temas bailables como los éxitos Just Can't Get Enough, Everything Counts, Master and Servant e incluso Personal Jesus y Policy of Truth del mismo álbum, Depeche Mode realizó con World in My Eyes un esfuerzo por llevar a cabo una suerte de tema bailable por excelencia, todo basado en los sonidos que produce un sintetizador, desde la percusión electrónica, las voces robotizadas y efectos simples de viejas cajas de ritmos, logrando una de las canciones más sintéticas de su carrera, o más bien de las más sintetizadas.
El tema está apoyado en una base electrónica principal sostenida ejecutada por Alan Wilder, como era su costumbre de sonido grave y sobre la cual se conduce toda la función, agregando una serie de notaciones semi-graves siempre de sintetizador y efectos igualmente sólo electrónicos, aderezado con una sugerente letra sobre amor con una cínica proclama a “mostrar el mundo en mis ojos”; un modo de decir el mundo de DM que para ese momento ya gozaba de un considerable éxito.
Aunque en apariencia es un tema fácil y quizás hasta efectista, sólo puede ejecutarse con tres sintetizadores pues supone dos bases electrónicas, una disuelta sobre la otra, así como una tercera en los puentes, con lo cual de nuevo cada integrante del grupo adquiría protagonismo en su teclado, mientras la letra no fue muy profunda ni excesivamente pretenciosa.
En conjunto de todos sus elementos era un tema un tanto retrospectivo, especialmente considerando la época en que se hizo cuando la música integralmente electrónica estaba ya relegada, incluso por DM que cada vez incorporaba más cuerdas, sin embargo las bases electrónicas con que está construido son graves otorgándole un cierto sonido pesaroso y oscuro como habían practicado en álbumes anteriores y con lo cual World in My Eyes se convertía en un suave ejercicio de Dark Wave rítmico destinado especialmente a las pistas de baile.
Andrew Fletcher declaró abiertamente que era su tema favorito de la banda.

## Lados B
El sencillo contiene dos lados B, haciendo de Violator el único disco de Depeche Mode cuyos cuatro sencillos tienen al menos un lado B, los de World in My Eyes fueron los temas Happiest Girl y Sea of Sin también de Gore, y de hecho en portada el título del disco sencillo es World in My Eyes / Happiest Girl / Sea of Sin.
El tema "Happiest Girl" aparece en su versión Jack Mix y "Sea of Sin" en su versión Tonal Mix, las cuales son sus versiones estándar, versiones regulares no las hubo, más bien éstas lo fueron de acuerdo a las entrevistas y al propio sitio oficial de la banda.

## Formatos

### En disco de vinilo
7 pulgadas Mute Bong20  World in My Eyes / Happiest Girl / Sea of Sin
| Lado A |                                    |          |  |
| N.º    | Título                             | Duración |  |
| 1.     | «World in My Eyes» (versión de 7”) | 3:57     |  |

| Lado B |                            |          |  |
| N.º    | Título                     | Duración |  |
| 1.     | «Happiest Girl» (Jack Mix) | 4:57     |  |
| 2.     | «Sea of Sin» (Tonal Mix)   | 4:44     |  |

12 pulgadas Mute 12 Bong20  World in My Eyes / Happiest Girl / Sea of Sin
| Lado A |                                   |          |  |
| N.º    | Título                            | Duración |  |
| 1.     | «World in My Eyes» (Oil Tank Mix) | 7:29     |  |

| Lado B |                              |          |  |
| N.º    | Título                       | Duración |  |
| 1.     | «Happiest Girl» (Kiss-A-Mix) | 6:15     |  |
| 2.     | «Sea of Sin» (Sensoria)      | 6:08     |  |

12 pulgadas Mute L12 Bong20  World in My Eyes / Happiest Girl
| Lado A |                                     |          |  |
| N.º    | Título                              | Duración |  |
| 1.     | «World in My Eyes» (Dub in My Eyes) | 6:55     |  |

| Lado B |                                             |          |  |
| N.º    | Título                                      | Duración |  |
| 1.     | «World in My Eyes» (Mode to Joy)            | 6:28     |  |
| 2.     | «Happiest Girl» (The Pulsating Orbital Mix) | 6:26     |  |

12 pulgadas Sire/Reprise 21735-0  World in My Eyes
| Lado A |                                         |          |  |
| N.º    | Título                                  | Duración |  |
| 1.     | «World in My Eyes» (Oil Tank Mix)       | 7:29     |  |
| 2.     | «World in My Eyes» (Dub in My Eyes Mix) | 6:54     |  |
| 3.     | «Sea of Sin» (Sensoria Mix)             | 6:07     |  |

| Lado B |                                      |          |  |
| N.º    | Título                               | Duración |  |
| 1.     | «World in My Eyes» (Mode to Joy Mix) | 6:32     |  |
| 2.     | «Happiest Girl» (Jack Mix)           | 4:58     |  |

### En CD
| Mute CD Bong20 World in My Eyes / Happiest Girl / Sea of Sin |                                    |          |  |
| N.º                                                          | Título                             | Duración |  |
| 1.                                                           | «World in My Eyes» (versión de 7”) | 4:01     |  |
| 2.                                                           | «World in My Eyes» (Oil Tank Mix)  | 6:53     |  |
| 3.                                                           | «Happiest Girl» (Kiss-A-Mix)       | 5:25     |  |
| 4.                                                           | «Sea of Sin» (Tonal Mix)           | 3:37     |  |

| Mute LCD Bong20 World in My Eyes / Happiest Girl / Sea of Sin |                                                   |          |  |
| N.º                                                           | Título                                            | Duración |  |
| 1.                                                            | «World in My Eyes» (Dub in My Eyes)               | 6:54     |  |
| 2.                                                            | «World in My Eyes» (Mode to Joy)                  | 6:34     |  |
| 3.                                                            | «Happiest Girl» (The Pulsating Orbital Vocal Mix) | 8:00     |  |
| 4.                                                            | «Sea of Sin» (Sensoria)                           | 6:08     |  |
| 5.                                                            | «World in My Eyes» (Mayhem Mode)                  | 4:56     |  |
| 6.                                                            | «Happiest Girl» (Jack Mix)                        | 4:57     |  |

- La razón de que las tres mezclas son más cortas es porque el sencillo en CD fue planeado para ser un CD de 3 pulgadas y las canciones fueron editadas para adaptarlas. Sin embargo, se renunció al CD de 3" en favor de un CD normal, aunque con las versiones modificadas.

| CD Sire/Reprise 9 21735-2 World in My Eyes |                                         |          |  |
| N.º                                        | Título                                  | Duración |  |
| 1.                                         | «World in My Eyes» (versión sencillo)   | 3:59     |  |
| 2.                                         | «World in My Eyes» (Oil Tank Mix)       | 7:29     |  |
| 3.                                         | «Happiest Girl» (Pulsating Orbital Mix) | 6:28     |  |
| 4.                                         | «Sea of Sin» (Tonal Mix)                | 4:44     |  |
| 5.                                         | «World in My Eyes» (Mode to Joy Mix)    | 6:32     |  |
| 6.                                         | «Happiest Girl» (Jack Mix)              | 4:58     |  |
| 7.                                         | «Sea of Sin» (Sensoria Mix)             | 6:07     |  |

CD 2004
Realizado para la colección The Singles Boxes 1-6 de ese año.
| Mute CD Bong20X World in My Eyes |                                                   |          |  |
| N.º                              | Título                                            | Duración |  |
| 1.                               | «World in My Eyes» (versión de 7”)                | 3:58     |  |
| 2.                               | «Happiest Girl» (Jack Mix)                        | 4:56     |  |
| 3.                               | «Sea of Sin» (Tonal Mix)                          | 4:44     |  |
| 4.                               | «World in My Eyes» (Oil Tank Mix)                 | 7:45     |  |
| 5.                               | «Happiest Girl» (Kiss-A-Mix)                      | 6:15     |  |
| 6.                               | «Sea of Sin» (Sensoria)                           | 6:04     |  |
| 7.                               | «World in My Eyes» (Dub in My Eyes)               | 6:54     |  |
| 8.                               | «World in My Eyes» (Mode to Joy)                  | 6:28     |  |
| 9.                               | «Happiest Girl» (The Pulsating Orbital Mix)       | 6:27     |  |
| 10.                              | «World in My Eyes» (Mayhem Mode)                  | 4:55     |  |
| 11.                              | «Happiest Girl» (The Pulsating Orbital Vocal Mix) | 7:58     |  |

## Vídeo promocional
"World in My Eyes" fue dirigido por Anton Corbijn. El vídeo en realidad es en su mayor parte una edición de imágenes sueltas de diversos conciertos de la gira World Violation Tour con sólo unos pocos fragmentos filmados en específico para este, pero cabe destacar que para el videocasete Strange Too, que a su vez es una especie de mediometraje presentando los seis vídeos del álbum Violator continuados uno con otro, se realizaron varias escenas adicionales principalmente mostrando a David Gahan con una chica en un autocinema donde ambos ven "World in My Eyes", además la última escena de Gahan, ya sin música, es distinta. Curiosamente el único vídeo de DM que propiamente tiene dos ediciones diferentes en lugar de imágenes censuradas, alteradas o versiones en vivo bootlegs.
El vídeo se incluye en la colección Strange Too de 1990, así como en The Videos 86>98 de 1998 en su versión estándar, y en Video Singles Collection de 2016.
Para la gira Global Spirit Tour el tema se presentó con una proyección realizada por Anton Corbijn en donde aparecía la silueta de dos personas de pie haciendo el movimiento con las manos simulando los ojos como aparece en la portada del sencillo.
Para la gira Memento Mori World Tour el tema se presentó con un acompañamiento visual consistente solo en tres fotos de Corbijn de Fletcher en 1987, como una de las últimas dedicatorias a su memoria al haber reconocido públicamente que era su tema favorito de la banda.

## En directo
"World in My Eyes" tuvo una verdadera prominencia durante la gira World Violation Tour, pues era nada menos el tema abridor tras el inicio instrumental, después estuvo durante la totalidad de las giras Devotional Tour y Exotic Tour. Posteriormente se incorporó también en la gira Touring the Angel como uno de los temas constantes en cada concierto e incluso en la tercera etapa del Tour of the Universe y en la gira Delta Machine Tour, en la cual se rotó con el clásico de 1986 "Black Celebration". Después se integró en el Global Spirit Tour en todas las fechas, así como en la primera parte del Memento Mori World Tour en un sentido homenaje a la memoria de Andrew Fletcher debido a que era su tema favorito.
La interpretación se hace como aparece en el álbum, totalmente sintética, aunque durante las tres primeras giras que apareció, aún con Alan Wilder en el grupo, se acentuaba su artificialidad, haciéndola además una función larga. Posteriormente, su sonido en escenarios se volvió un tanto más orgánico y, como todos los temas de DM en los últimos años, para las giras Touring the Angel, Tour of the Universe, Delta Machine Tour y Global Spirit Tour, se sustituyó el efecto de percusión electrónica por la batería acústica en manos del teutón Christian Eigner, mientras para el Global Spirit Tour se le presentó con un suave intro electrónico, como se ha hecho con otros temas de Violator.

## Versiones
"World in My Eyes" ha tenido varios covers por las siguientes bandas:
- Sonata Arctica en Don't Say a Word, lanzado en 2004.
- The Cure en el álbum tributo a Depeche Mode For the Masses de 1998.

## Posicionamiento
| Listas (1990)                    | Posiciones |
| -------------------------------- | ---------- |
| Listas de sencillos danesas      | 49         |
| Lista de sencillos francesa      | 30         |
| Lista de sencillos alemana       | 7          |
| Listad e sencillos sueca         | 5          |
| UK Singles Chart                 | 17         |
| US Billboard Hot 100             | 52         |
| US Billboard Hot Dance Club Play | 6          |
| US Billboard Modern Rock Tracks  | 17         |